# Slot (banda)
Slot (em russo: Слот) é uma banda russa de nu metal/metal alternativo.

## História
A banda se formou no ano de 2002 na cidade de Moscou, Rússia. Em 2003 estrearam com o disco “SLOT 1” com o título "Mistery Of Sound”, e seu vídeo debut "Odni" foi transmitido repetidamente na MTV e outras importantes estações de vídeo por cerca de 6 meses, resultando nas vendas de cerca de dez mil exemplares, a nível internacional. 
Em 2005, a banda foi nomeada ao RAMP Award como "The Best Vocal of the Year", para logo, em 2006, lançar seu segundo álbum intitulado "2 Guerras", tornando-se um hit a canção com o mesmo nome. O vídeo da canção foi ao ar em várias estações de televisão na Rússia (MTV Rússia, Muz TV, A1, O2TV e Music BOX) e o disco alcançou as oito mil cópias vendidas durante as primeiras 12 semanas após o começo das vendas. Devido ao enorme sucesso do álbum, a banda foi nomeada novamente ao prestigiado RAMP Award em 4 categorias sendo a única banda com este número de nomeações em 2006 também ganhou o prêmio "Hit do Ano". 
Devido à procura constante de todos os seus fans ao redor do mundo, no verão de 2006 Slot abriu seu espaço em "Myspace", chegando a receber sobre as 1.000 visitas no primeiro mês e sobre as 20.000 reproduções no Myspace player.
Finalmente, no ano de 2006, é destacada sua atuação junto a Korn no Palacio de Hielo de São Petersburgo e no MSA em Moscou.
Durante o outono de 2007, lançou no mercado o seu terceiro álbum “TRINITY” vendendo mais de 15.000 cópias no primeiro mês após o início da venda para logo massificar o vídeo do primeiro single “Dead Stars” através da Internet e estações de vídeo russas. Na primavera de 2007, a banda iniciou em uma turnê de 50 dias na região Báltica reunindo mais de 50.000 de seus fans.
Slot também tem estado em turnê junto a importantes bandas musicais da Rússia como Animal Jazz e The Dolphin, e em turnês exclusivas junto conhecidas bandas internacionais como Korn, Clawfinger, e SAMAEL, além de haver tocado em 2007 junto a ARIA no RAMP Awards.
No referente a música de película, a banda tem oferecido numerosos soundtracks para películas como “Day Watch”, “Pirate”, “Bumer” e “Hunting for Piranha”. Além disso, tem participado em compilações como Nashestvie, Scang Fest, d Rock Watch.
Também no mundo dos videogames compondo junto a J.D a trilha sonora de "PARANOIA", o qual não é um jogo oficial senão um modo do half-life, mas um dos mais famosos entre as comunidades.
Em 2014 a vocalista Daria "Nookie" Stavrovich foi atacada por um fã com faca, sendo atingida no pescoço. Pelo Facebook a banda tranquilizou os fãs dizendo que ela não corria risco de morte.
Em 4 de abril de 2024 – Daria “Nookie” Stavrovich anunciou oficialmente sua saída após 18 anos à frente do Slot.
Em 26 de julho de 2024 – Foi anunciado que Darya Ravdina (do projeto solo Ravdina) assumiria os vocais da banda, lançando simultaneamente o single e clipe “С.М.Г.О.” 
14 de setembro de 2024 – Slot fez sua primeira apresentação ao vivo com a nova formação, já com Ravdina nos vocais, numa apresentação em Moscou.

## Integrantes

### Atuais
- Darya Ravdina (Дарья Равдина) (vocal)
- Igor "Késh" Lobanov (Игорь "Кэш" Лобанов) (vocal)
- Сергей "ID" Боголюбский (Sergey "ID" Bogolyobskij (guitarra)
- Никита Муравьев (Nikita Muraviev) (baixo)
- Василий Горшков (Vasili Gorchkov) (bateria)

### Ex-integrantes
- Daria "Nookie" Stavrovich (Дария "Nookie" Ставрович)
- YES
- Дэн
- Проф
- Теона Дольникова
- IF
- Muxeu4

## Premiações
- RAMP Awards 2005 - Melhor Vocal (ganhou)
- RAMP Awards 2006 - Hit do Ano (ganhou), Álbum do Ano, Banda do Ano (nomeado)
- RAMP Awards 2007 - Banda do Ano (nomeado)